# Силва, Асуэриу
Асуэ́риу Си́лва (порт.-браз. Assuério Silva; 18 июня 1974, Мосоро) — бразильский боец смешанного стиля, представитель тяжёлой весовой категории. Выступал на профессиональном уровне в период 1997—2009 годов, известен по участию в турнирах таких бойцовских организаций как UFC, Pride, Pancrase, Jungle Fight, владел титулом чемпиона Pancrase в тяжёлом весе.

## Биография
Асуэриу Силва родился 18 июня 1974 года в муниципалитете Мосоро штата Риу-Гранди-ду-Норти. Занимался многими видами единоборств, получил чёрный пояс по сётокан-карате, под руководством мастера Кристиану Марселлу получил чёрный пояс по бразильскому джиу-джитсу, также освоил бокс и муай-тай.
С середины 1990-х годов регулярно выступал на различных турнирах по вале-тудо в Бразилии, в большинстве случаев выходил из поединков победителем, заканчивая их досрочно приёмами или нокаутом.
Имея в послужном списке шесть побед и только два поражения, в 2001 году Силва привлёк к себе внимание крупной японской бойцовской организации Pride Fighting Championships и дебютировал здесь с победы сдачей над голландцем Валентейном Оверемом. Впоследствии провёл на ринге Pride ещё два боя, победил техническим нокаутом японского борца Ёсихису Ямамото и проиграл раздельным решением судей россиянину Александру Емельяненко. Одновременно с этим в Бразилии дважды встречался с соотечественником Фабиану Шернером — в первом случае бой был признан несостоявшимся, так как в третьем раунде Шернер выпал за пределы ринга и не смог продолжить поединок, тогда как во втором Силва выиграл с помощью «гильотины».
Начиная с 2004 года активно сотрудничал с новообразованным бразильским промоушеном Jungle Fight, где помимо Шернера выиграл у таких известных бойцов как Алессио Сакара и Игор Пакраяц. Кроме того, в период 2006—2007 годов провёл три боя в крупнейшей бойцовской организации мира Ultimate Fighting Championship, однако все три боя проиграл: потерпел поражение единогласным решением от Тима Сильвии, сдачей от Брэндона Веры и решением большинства судей от Чейка Конго.
В мае 2007 года завоевал вакантный титул чемпиона японской организации Pancrase, победив техническим нокаутом местного японского бойца Тацую Мидзуно. Должен был защищать полученный чемпионский пояс в бою с бывшим чемпионом из Литвы Кестутисом Арбосиусом, но тот просто не явился на поединок. Позже в связи с окончанием контракта Силва оставил титул вакантным и подписал контракт с канадским промоушеном Hardcore Fighting Championships, тем не менее, промоушен закрылся до того, как он успел здесь выступить.
В 2008 году отметился поединком с американцем Тоддом Даффи, которому проиграл техническим нокаутом во втором раунде. Последний раз дрался на профессиональном уровне в октябре 2009 года, проиграв нокаутом соотечественнику Жерониму дус Сантусу. Всего провёл среди профессионалов 24 боя, из них 15 выиграл, 8 проиграл, в одном случае результат был отменён.
Уже после завершения спортивной карьеры в январе 2013 года на Асуэриу Силву было совершено покушение. Как сообщает новостной портал Parana Online, недалеко от спортивного зала в Куритибе в него произвёл пять выстрелов из пистолета его знакомый Робсон Фрейтас. Силву доставили в местную больницу и в течение некоторого времени он находился в тяжёлом состоянии.

## Статистика в профессиональном ММА
| Боёв 24         | Побед 15 | Поражений 8 |
| --------------- | -------- | ----------- |
| Нокаутом        | 5        | 3           |
| Сдачей          | 8        | 2           |
| Решением        | 2        | 3           |
| Не состоявшихся | 1        | 1           |

| Результат    | Рекорд   | Соперник              | Способ                    | Турнир                                     | Дата             | Раунд | Время | Место                    | Примечание                                      |
| ------------ | -------- | --------------------- | ------------------------- | ------------------------------------------ | ---------------- | ----- | ----- | ------------------------ | ----------------------------------------------- |
| Поражение    | 15–8 (1) | Жерониму дус Сантус   | KO (удары руками)         | Jungle Fight 15                            | 17 октября 2009  | 1     | 1:01  | Рио-де-Жанейро, Бразилия |                                                 |
| Победа       | 15–7 (1) | Дейв Андертон         | Сдача (гильотина)         | Boa Vista Combat Show                      | 30 августа 2009  | 1     | 0:53  | Боа-Виста, Бразилия      |                                                 |
| Поражение    | 14–7 (1) | Тодд Даффи            | TKO (удары руками)        | Jungle Fight 11                            | 13 сентября 2008 | 2     | 1:17  | Рио-де-Жанейро, Бразилия |                                                 |
| Победа       | 14–6 (1) | Терролл Дис           | Сдача (рычаг колена)      | Jungle Fight 10                            | 12 июля 2008     | 1     | 1:42  | Рио-де-Жанейро, Бразилия |                                                 |
| Победа       | 13–6 (1) | Тацуя Мидзуно         | TKO (удары руками)        | Pancrase: Rising 5                         | 30 мая 2007      | 2     | 2:08  | Токио, Япония            | Выиграл титул чемпиона Pancrase в тяжёлом весе. |
| Поражение    | 12–6 (1) | Чейк Конго            | Решение большинства       | UFC 70                                     | 21 апреля 2007   | 3     | 5:00  | Манчестер, Англия        |                                                 |
| Победа       | 12–5 (1) | Игор Покраяц          | Раздельное решение        | Jungle Fight Europe                        | 17 декабря 2006  | 3     | 5:00  | Любляна, Словения        |                                                 |
| Победа       | 11–5 (1) | Эдуарду Маюрину       | TKO (удары руками)        | Show Fight 5                               | 9 ноября 2006    | 1     | N/A   | Сан-Паулу, Бразилия      |                                                 |
| Поражение    | 10–5 (1) | Брендон Вера          | Сдача (гильотина)         | UFC 60                                     | 27 мая 2006      | 1     | 2:39  | Лос-Анджелес, США        |                                                 |
| Поражение    | 10–4 (1) | Тим Сильвия           | Единогласное решение      | UFC Fight Night 3                          | 16 января 2006   | 3     | 5:00  | Лас-Вегас, США           |                                                 |
| Победа       | 10–3 (1) | Алессио Сакара        | Единогласное решение      | Jungle Fight 3                             | 23 октября 2004  | 3     | 5:00  | Манаус, Бразилия         |                                                 |
| Победа       | 9–3 (1)  | Фабиану Шернер        | Сдача (гильотина)         | Jungle Fight 2                             | 15 мая 2004      | 2     | 1:00  | Манаус, Бразилия         |                                                 |
| Поражение    | 8–3 (1)  | Александр Емельяненко | Раздельное решение        | Pride Bushido 1                            | 5 октября 2003   | 2     | 5:00  | Сайтама, Япония          |                                                 |
| Не состоялся | 8–2 (1)  | Фабиану Шернер        | NC (травма)               | Meca World Vale Tudo 9                     | 1 августа 2003   | 3     | 1:24  | Рио-де-Жанейро, Бразилия | Шернер травмировался, выпав с ринга.            |
| Победа       | 8–2      | Ёсихиса Ямамото       | TKO (удары руками)        | Pride 16                                   | 24 сентября 2001 | 1     | 0:11  | Осака, Япония            |                                                 |
| Победа       | 7–2      | Валентейн Оверем      | Сдача (скручивание пятки) | Pride 15                                   | 29 июля 2001     | 1     | 2:50  | Сайтама, Япония          |                                                 |
| Победа       | 6–2      | Валтер Фриас          | KO (ногой в голову)       | Meca World Vale Tudo 5                     | 9 июня 2001      | 1     | 5:00  | Куритиба, Бразилия       |                                                 |
| Победа       | 5–2      | Педру Отавиу          | Сдача (удары)             | Meca World Vale Tudo 4                     | 16 декабря 2000  | 2     | 2:00  | Куритиба, Бразилия       |                                                 |
| Победа       | 4–2      | Родригу Мамути        | Сдача (удары)             | Meca World Vale Tudo 2                     | 12 августа 2000  | 1     | 4:27  | Куритиба, Бразилия       |                                                 |
| Победа       | 3–2      | Луис Алберту          | Сдача                     | Desafio: BadBoy de ValeTudo 2              | 20 ноября 1999   | N/A   | N/A   | Сеара, Бразилия          |                                                 |
| Победа       | 2–2      | Леополду Серау        | KO                        | Desafio: BadBoy de ValeTudo 2              | 20 ноября 1999   | N/A   | N/A   | Сеара, Бразилия          |                                                 |
| Поражение    | 1–2      | Михаил Аветисян       | TKO (рассечение)          | World Vale Tudo Championship 7             | 2 февраля 1999   | 1     | 8:58  | Бразилия                 |                                                 |
| Победа       | 1–1      | Валдир дус Анжус      | Сдача (удушение сзади)    | BVF 12: Circuito Brasileiro de Vale Tudo 4 | 18 ноября 1998   | 1     | 11:07 | Бразилия                 |                                                 |
| Поражение    | 0–1      | Шарлес Грейси         | Сдача (треугольник)       | Extremo Combate Bahia Open                 | 7 июля 1997      | 1     | 1:01  | Салвадор, Бразилия       |                                                 |